# بلویل (میشیگان)
بلویل، میشیگان (به انگلیسی: Belleville, Michigan) یک شهر در ایالات متحده آمریکا با جمعیت ۳٬۹۹۱ نفر است که در میشیگان واقع شده‌است.

## نگارخانه

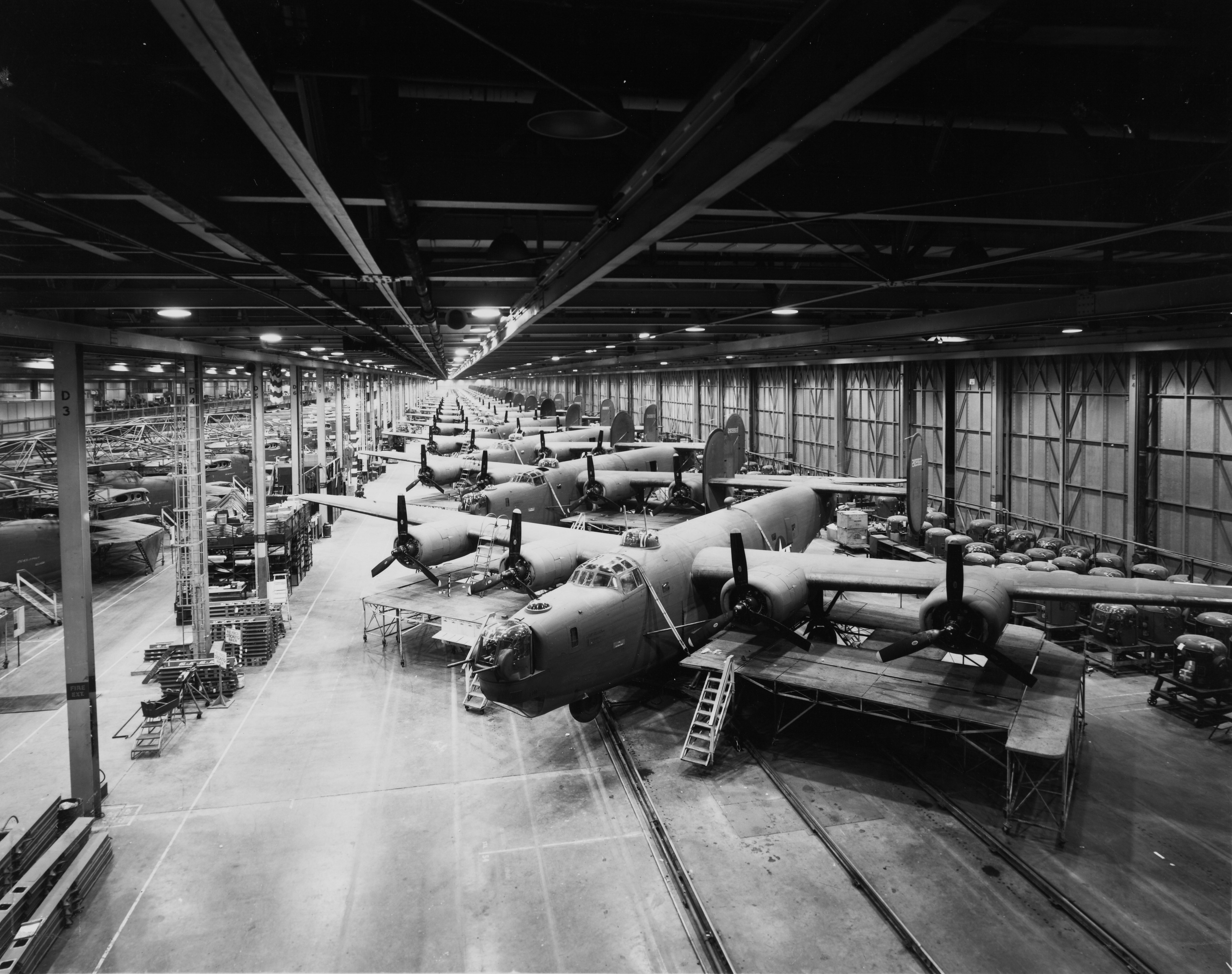
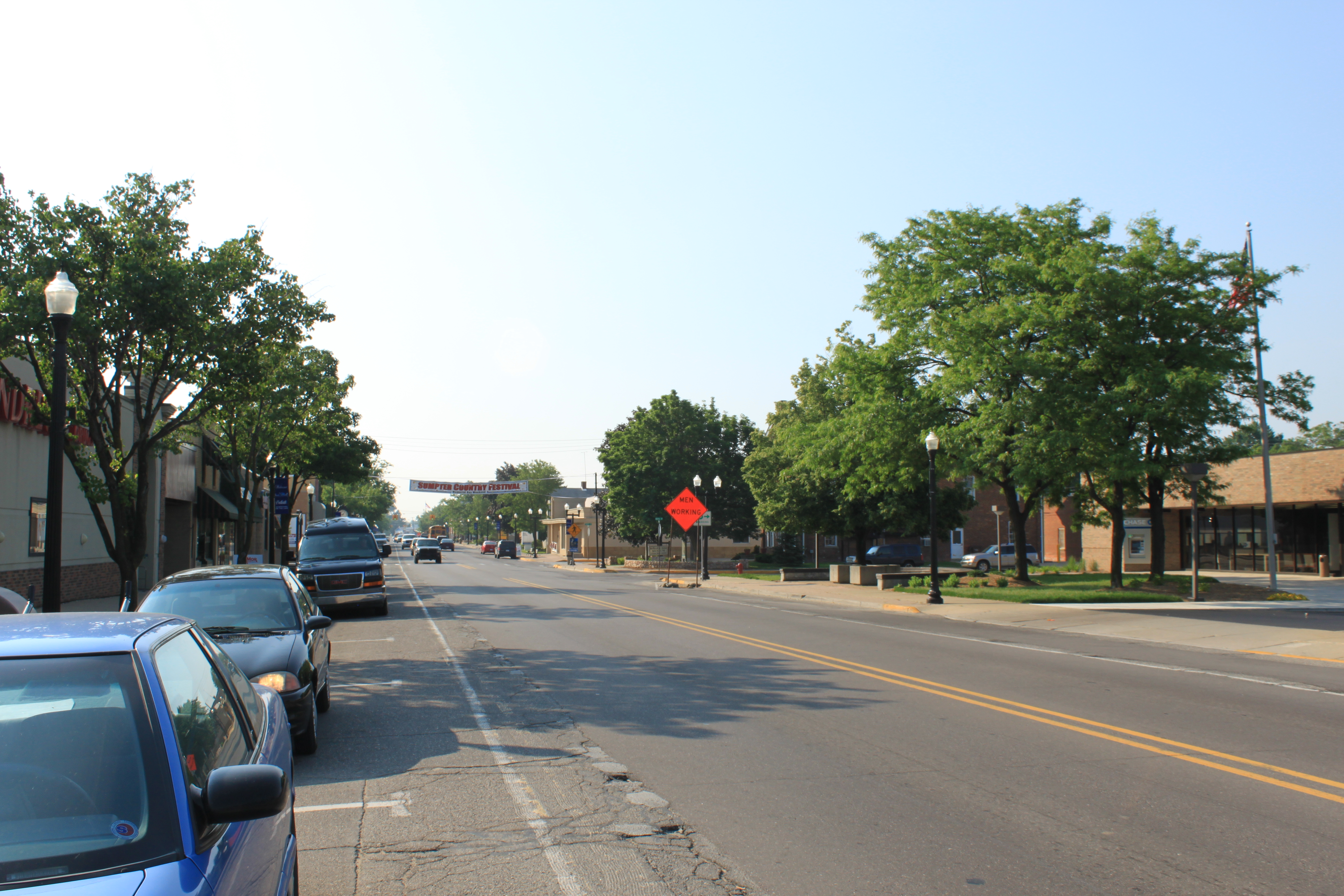
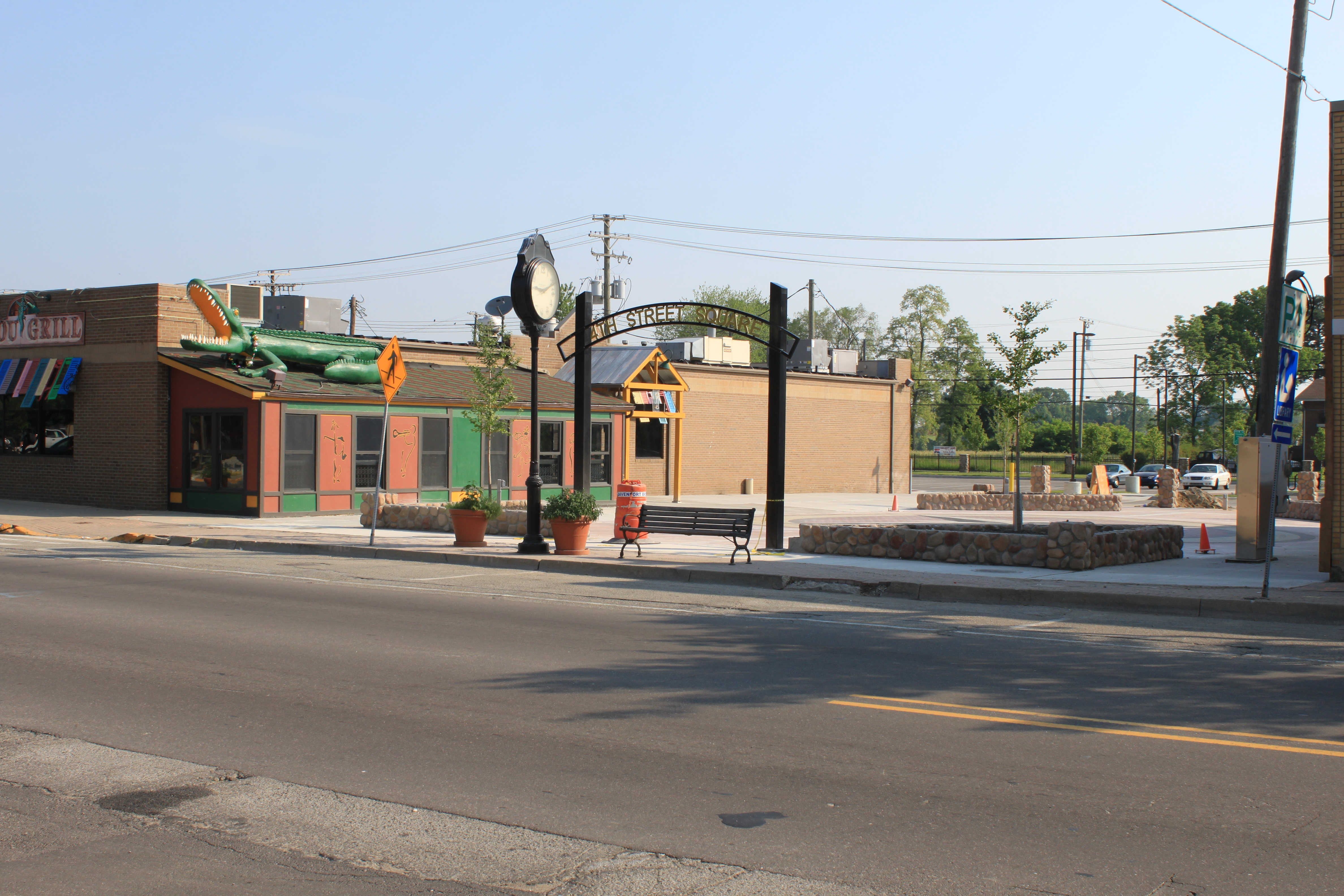
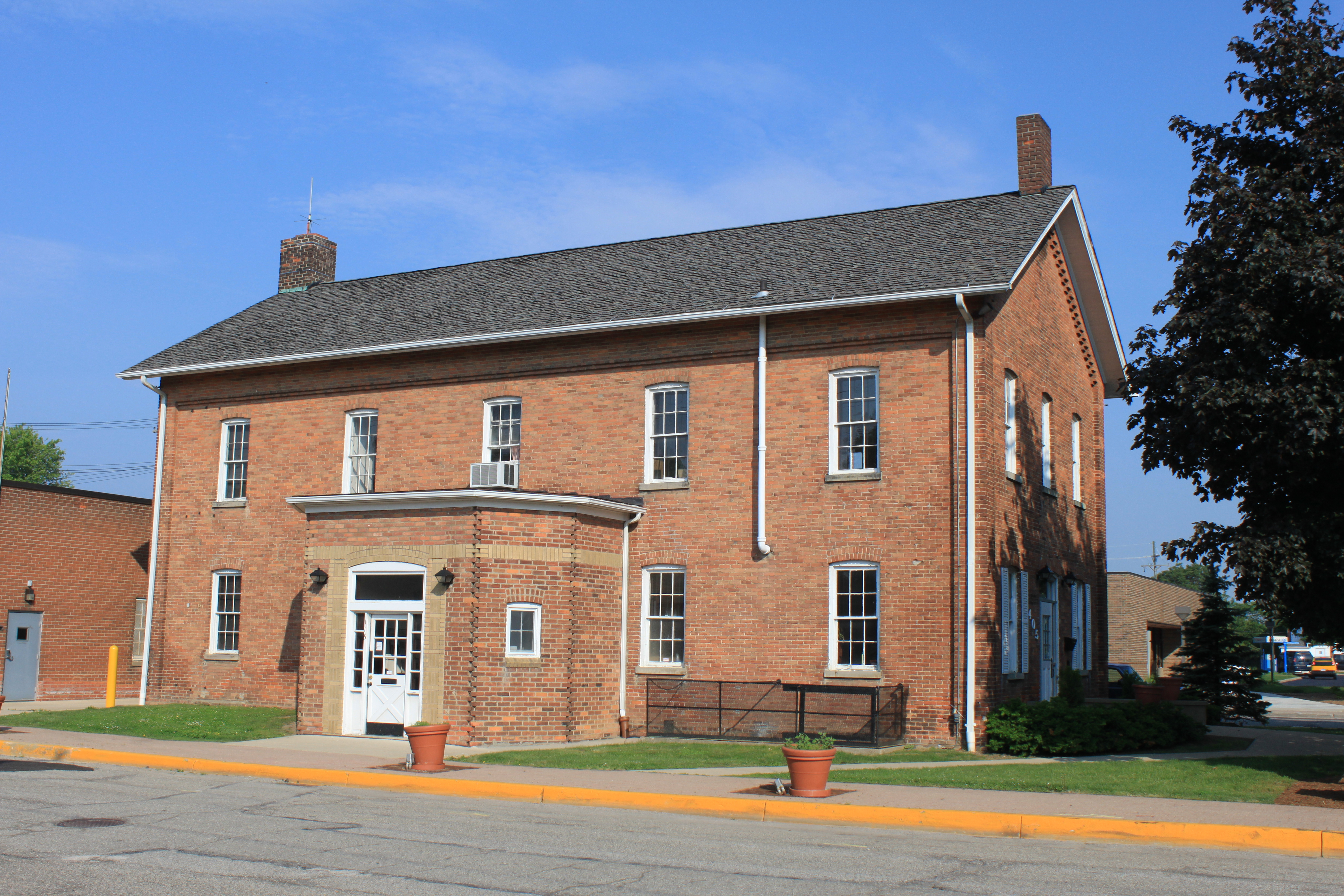
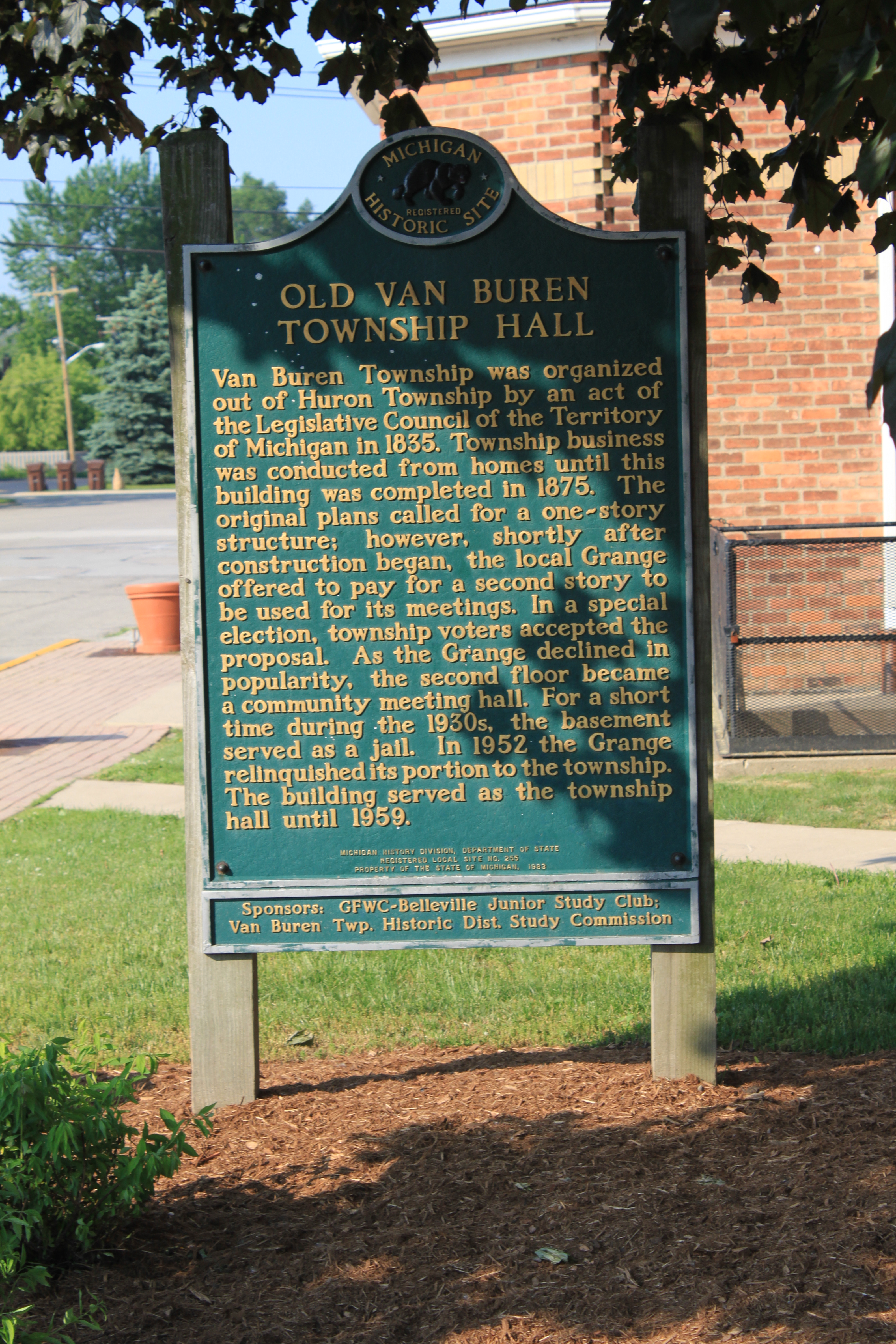
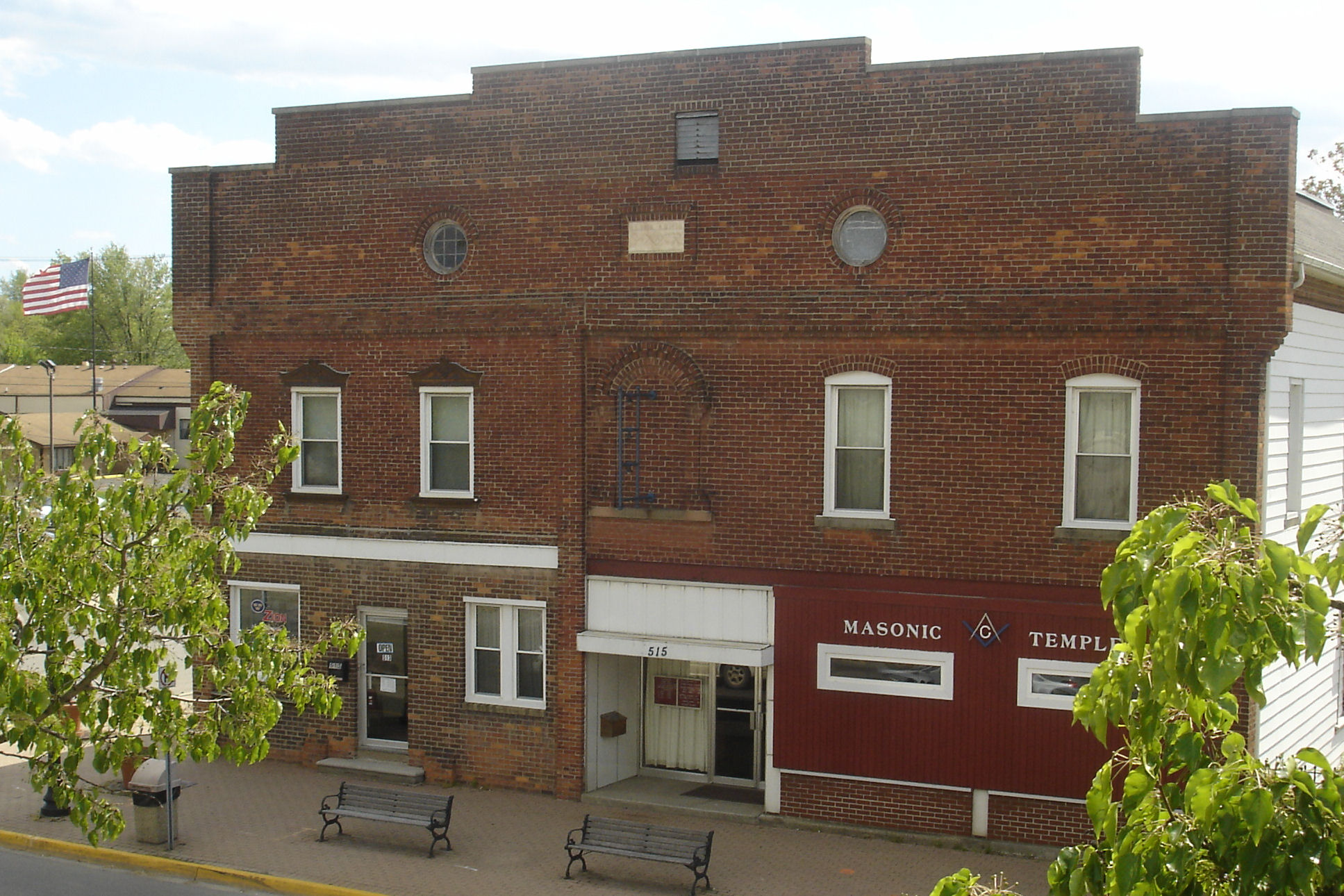
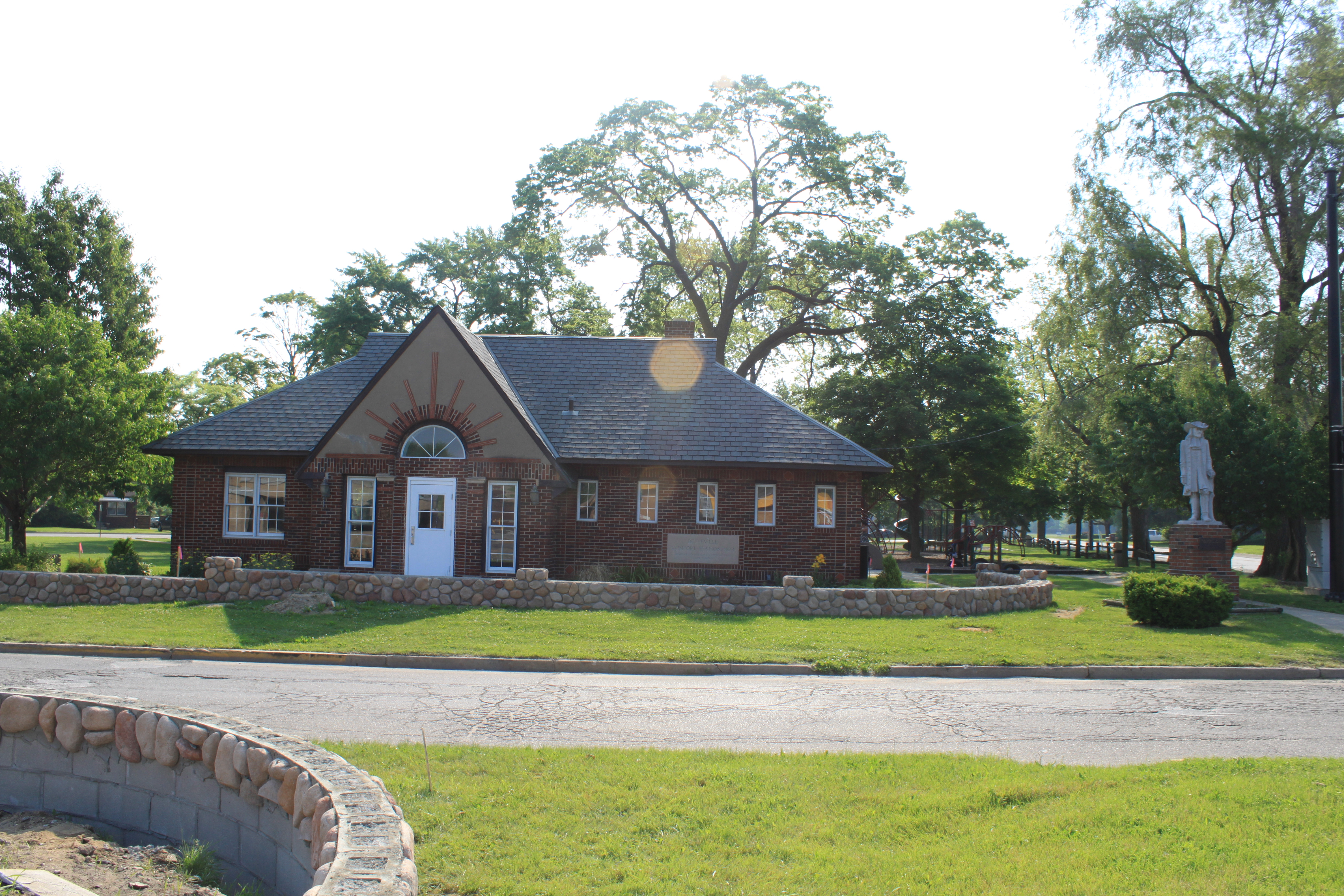
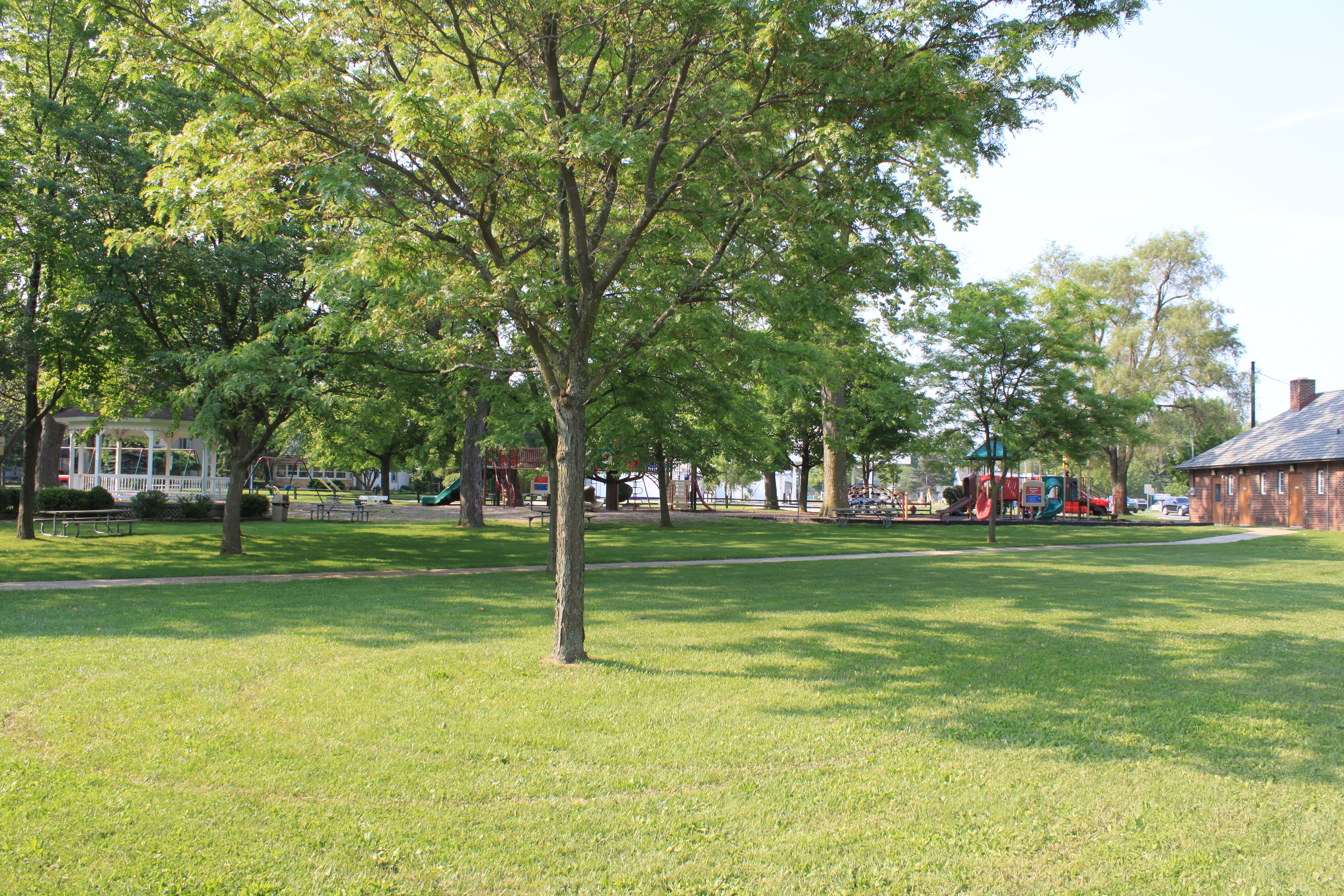
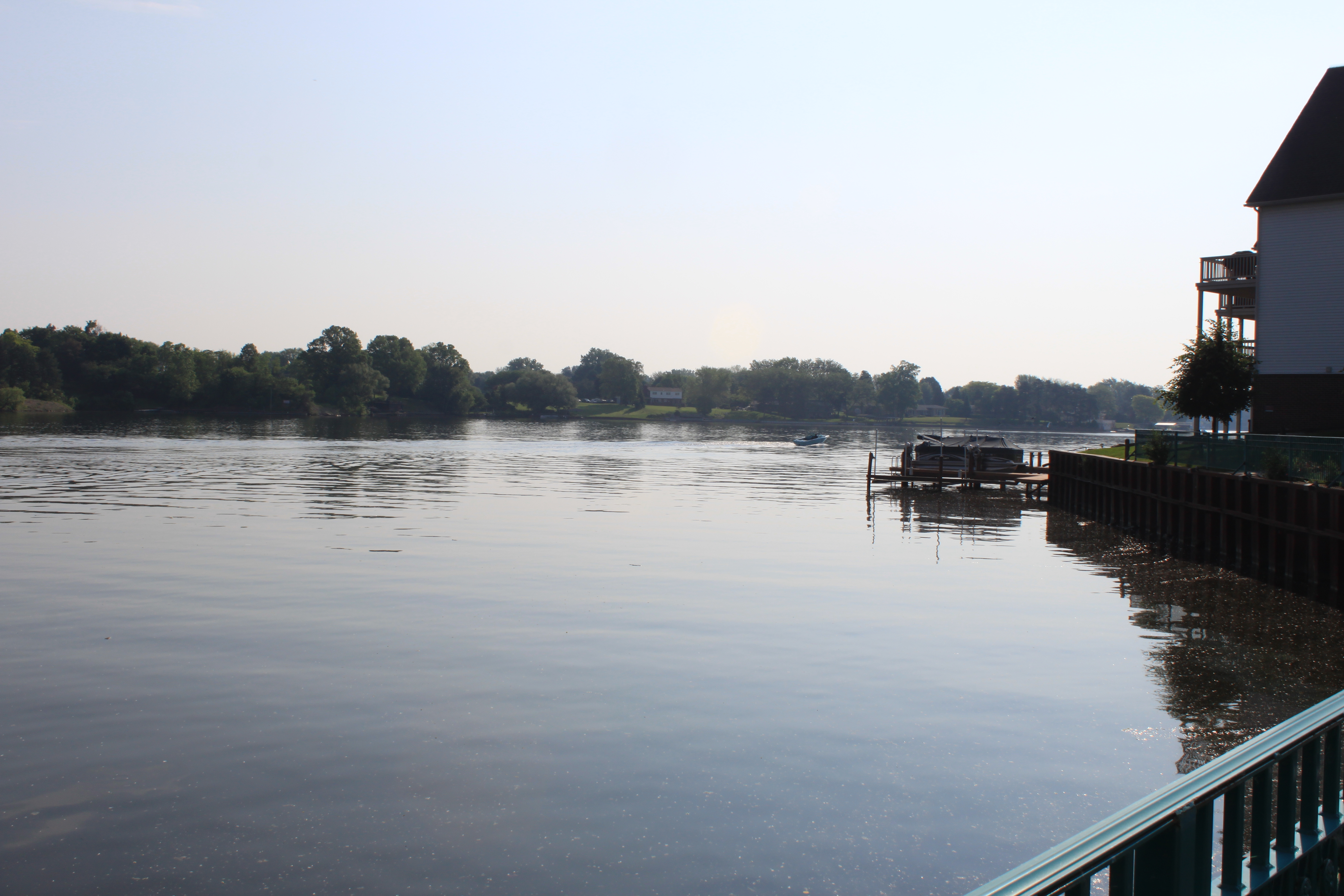
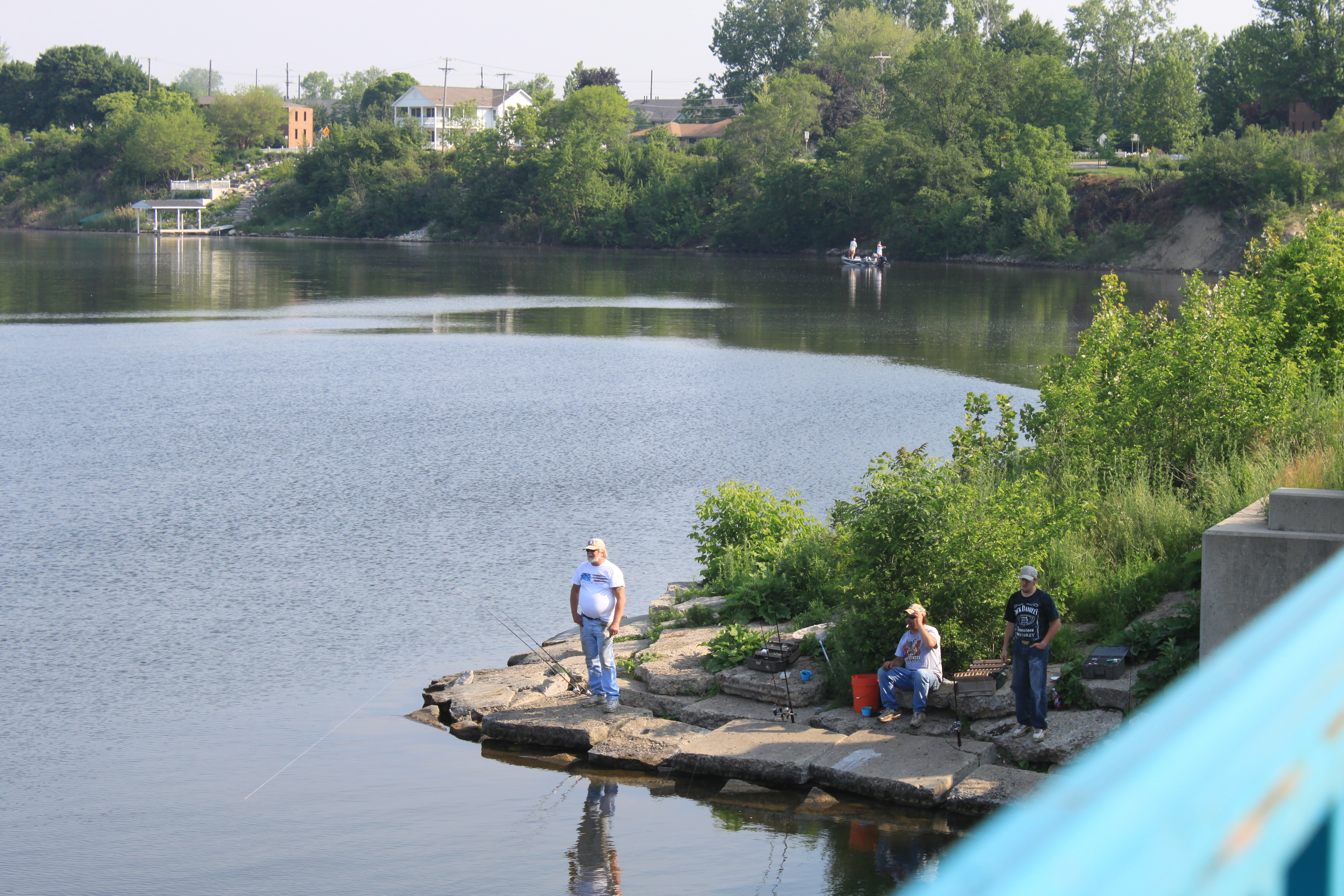